# Manduca stuarti
Manduca stuarti is een vlinder uit de familie van de pijlstaarten (Sphingidae). De wetenschappelijke naam van de soort werd in 1896 gepubliceerd door Lionel Walter Rothschild.

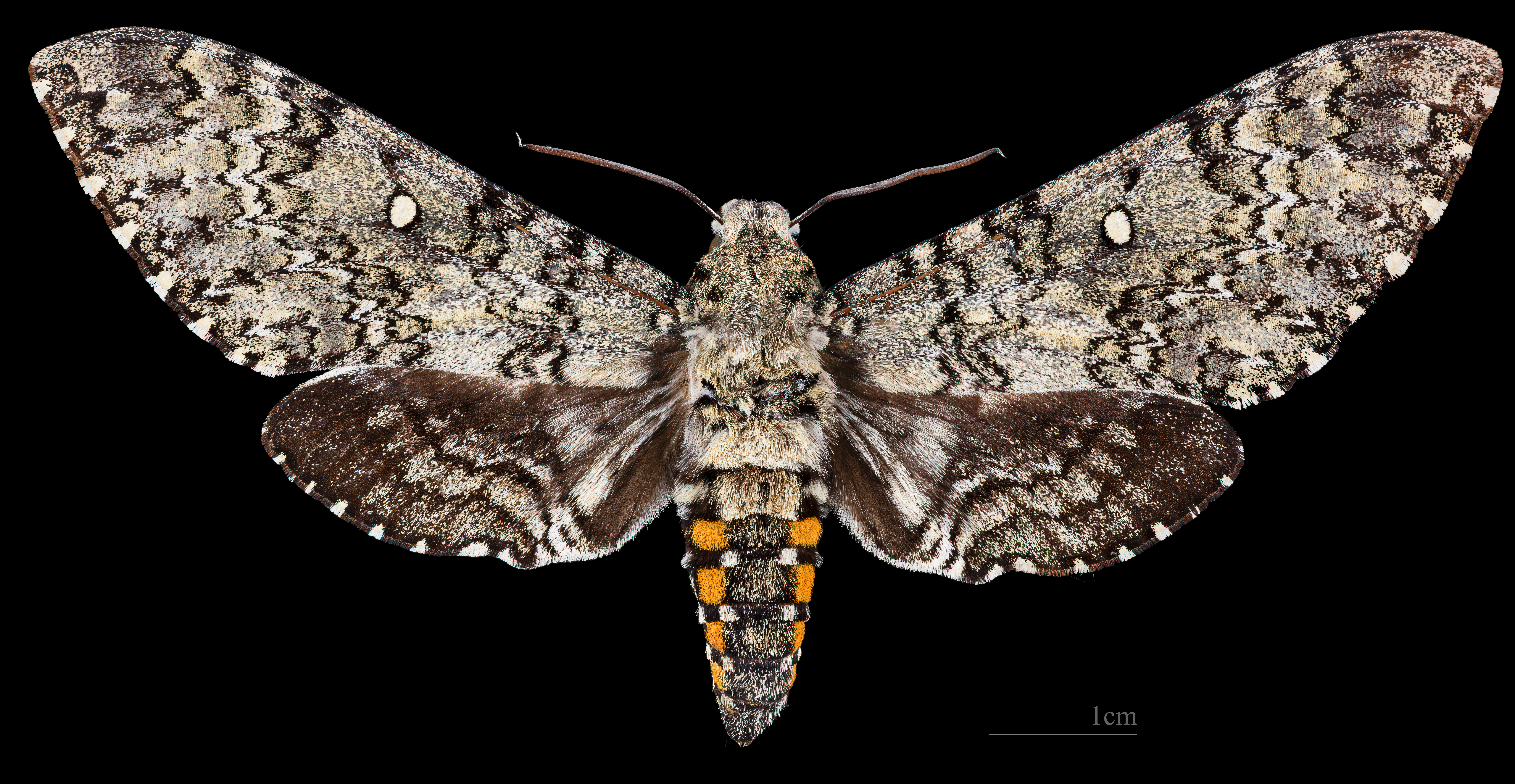
Manduca stuarti  ♀
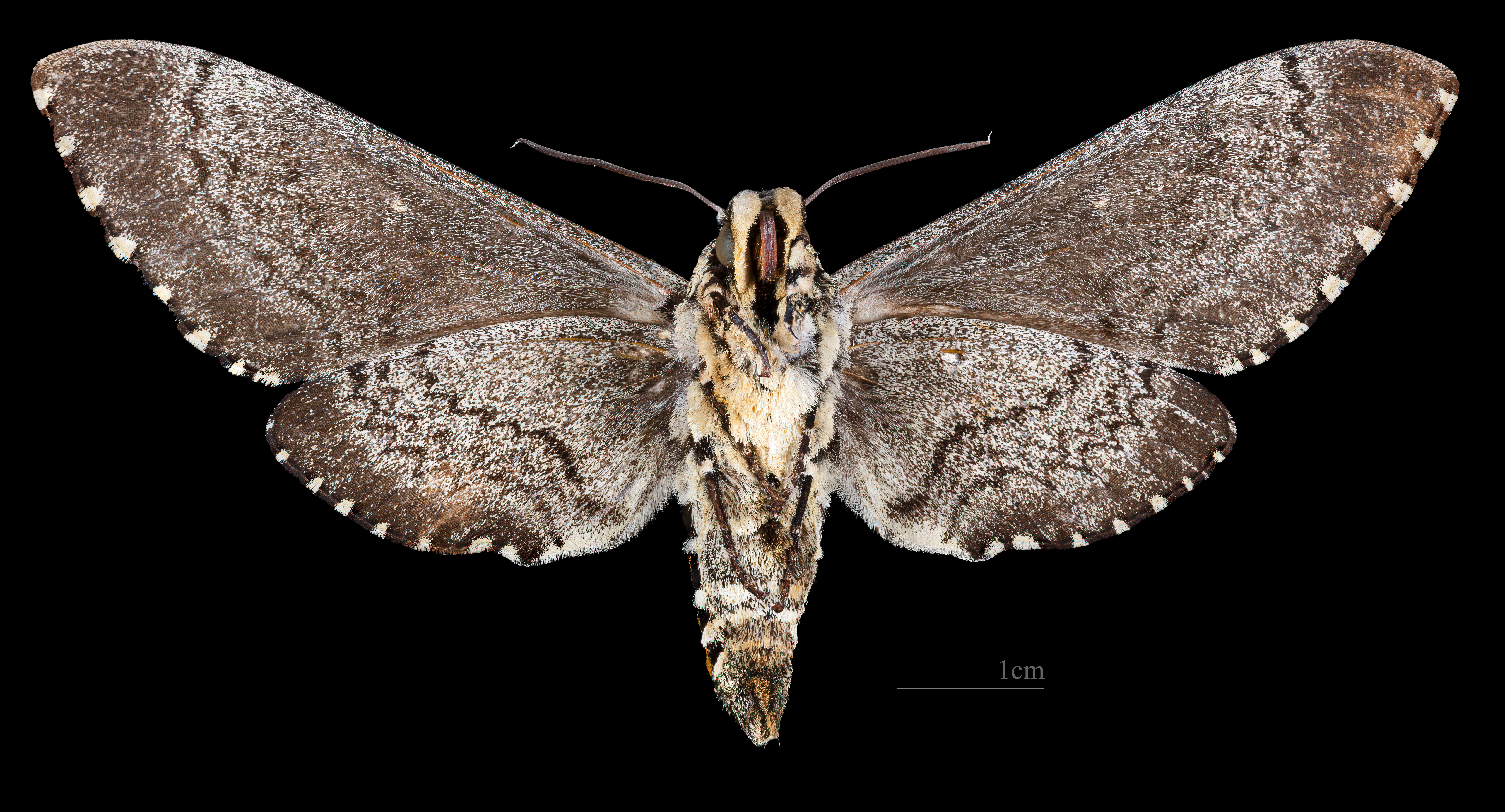
Manduca stuarti  ♀ △